# Flottille de Pola
La flottille de Pola (U-Flottille Pola) était une formation de la Marine impériale allemande mise en œuvre pour poursuivre la campagne des U-Boote contre la navigation alliée en Méditerranée pendant la Première Guerre mondiale. Cette formation allemande intervint en soutien à l'allié de l’Allemagne, l'Empire austro-hongrois. Elle fut formée en 1915 à partir la demi-flottille d’U-Boot allemande de Pola (U-Halbflottille Pola). Malgré son nom officiel, elle opérait principalement à partir d'une base avancée à Cattaro dans l'Adriatique.
La flottille était composée de sous-marins expédiés depuis les ports allemands, qui traversaient l'Atlantique et le détroit de Gibraltar, et de sous-marins côtiers de type UB et UC, qui étaient transportés par voie ferrée vers Pola et assemblés à l’arsenal de la marine austro-hongroise (kaiserliche und königliche Kriegsmarine: kuk K).
La flottille de Pola eut un effectif maximal de 33 sous-marins. En raison des conditions favorables aux raids contre les navires commerciaux en Méditerranée, ils provoquèrent un nombre disproportionné de pertes alliées pendant la campagne des sous-marins. Sur les 14 millions de tonnes perdues par les Alliés, 3,6 millions de tonnes furent coulées en Méditerranée. Huit des douze meilleurs membres de la marine impériale allemande servirent dans la flottille Pola, dont Lothar von Arnauld de la Perière et Waldemar Kophamel.
En tout, 45 sous-marins servirent dans la flottille de Pola; 11 bâtiments furent perdus en opération.
En 1917, l'unité fut rebaptisée U-Flottille Mittelmeer et fut divisée en deux flottilles séparées; la première, basée à Pola, et la seconde, à Cattaro, tandis que le commandant, rebaptisé « Führer der Unterseeboote (en) im Mittelmeer » (chef des sous marins en Méditerranée), assura le commandement général de cette force et de celle basée à Constantinople.
En 1918, à la fin de la campagne, la flottille de Pola fut évacuée en Allemagne. L'un de ses sous marins, le SM UB-50, envoya par le fond le cuirassé HMS Britannia, le dernier navire de guerre britannique coulé pendant la campagne des sous-marins de la Première Guerre mondiale.

## Officiers commandants
| Date | Commandant                                                       | Titre |
| ---- | ---------------------------------------------------------------- | --- |
| 1915 | Kapitänleutnant Adam K/L Kophamel                                | Officier commandant Commandant de la Flottille                                                                             |
| 1916 | Korvettenkapitän Waldemar Kophamel                               | Officier commandant |
| 1917 | Kapitän zur See/Commodore Theodor Püllen                         | Chef de la Méditerranée / Officier commandant la flottille de Pola (commandement combiné)                                  |
| 1918 | KzS/Commodore Kurt Graßhoff KK Otto Schultze KK Rudolf Ackermann | Chef de la Méditerranée Officier commandant la flottille de sous marin I Officier commandant la flottille de sous marin II |